# Petra Emmerich-Kopatsch

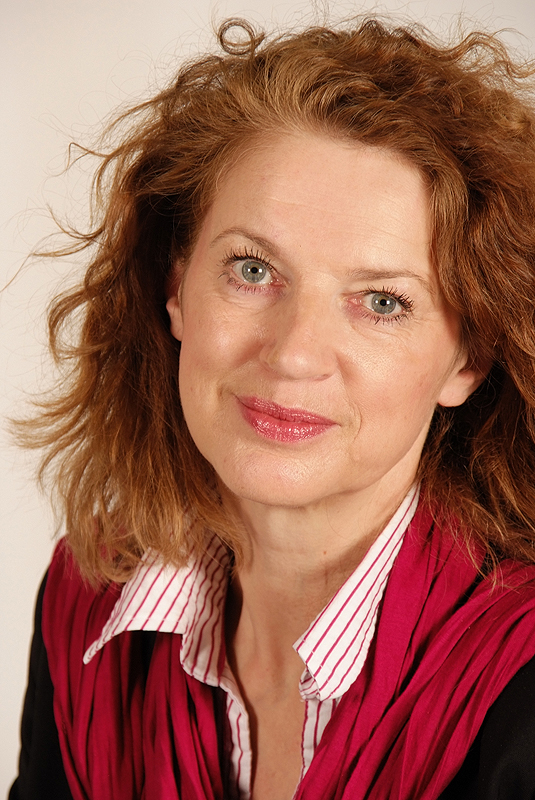
Petra Emmerich-Kopatsch im November 2009

Petra Emmerich-Kopatsch (* 19. September 1960 in Osterode am Harz) ist eine deutsche Politikerin (SPD). Seit dem 1. November 2021 ist sie Bürgermeisterin der Berg- und Universitätsstadt Clausthal-Zellerfeld. Vorher war sie 18 Jahre lang Mitglied und zuletzt Vizepräsidentin des Niedersächsischen Landtages.

## Leben
Nach ihrem Schulbesuch wurde sie zur Stoffprüferin/Chemie ausgebildet. Anschließend war sie bis zum Jahr 1985 in der Ausbildung zur Verfahrenstechnikerin. In den Jahren 1985 bis 1988 war sie Angestellte im Forschungslabor der P + S AG in Salzgitter. Ab 1989 war sie Angestellte und ab 1993 – nach Abschluss der Ausbildung zur Ingenieurin für Verfahrenstechnik – Leiterin der Fachkoordinierungsstelle Umwelttechnik des Landes Niedersachsen. Ab 1998 war sie zugleich Leiterin des Forums Mobilität Niedersachsen. Sie ist verheiratet und hat ein Kind.

## Politische Karriere
In den Jahren 2001 bis 2021 saß Petra Emmerich-Kopatsch im Kreistag des Landkreises Goslar. Von 2003 bis 2021 war sie Mitglied des Niedersächsischen Landtags. Dort war sie Sprecherin der SPD-Fraktion für Bundes- und Europaangelegenheiten und Medien und von 2017 bis 2021 Vizepräsidentin des Parlaments.
Emmerich-Kopatsch ist Vorsitzende des SPD-Unterbezirks Goslar sowie Mitglied des Vorstands des SPD-Bezirks Braunschweig und des SPD-Parteirates.
Bei den Kommunalwahlen in Niedersachsen 2021 wurde sie in ihrer Heimatstadt Clausthal-Zellerfeld im ersten Wahlgang mit 60 % der Stimmen zur Bürgermeisterin gewählt. Sie legte daraufhin ihr Landtagsmandat nieder; für sie rückte Andrea Kötter nach.

## Sonstige Mitgliedschaften
Petra Emmerich-Kopatsch ist Mitglied von ver.di und der AWO.